# Graf-Zeppelin-Klasse
Die Graf-Zeppelin-Klasse ist eine Flugzeugträger-Klasse, die in den 1930er Jahren von der deutschen Kriegsmarine entworfen wurde und von der zwei Einheiten geplant waren. Davon wurde das Typschiff Graf Zeppelin kriegsbedingt nicht fertig gestellt, während der unfertige Rumpf des zweiten Schiffes (Flugzeugträger B) noch auf der Helling wieder abgebrochen wurde.

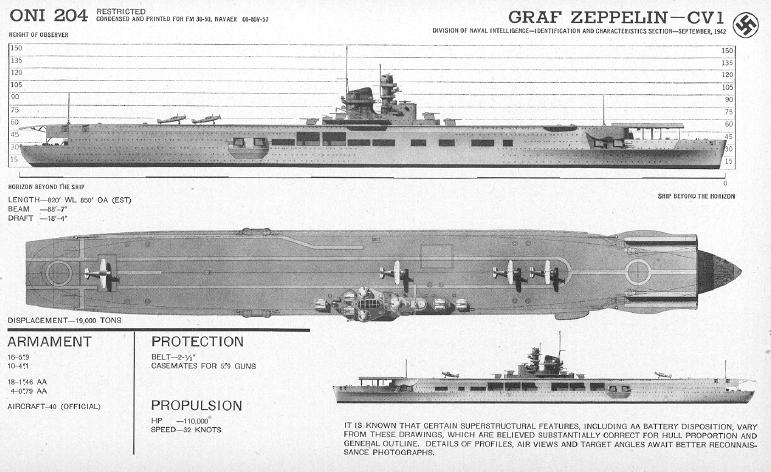
Flugzeugträger Graf Zeppelin im Handbuch zur Schiffsidentifikation vom Marine-Geheimdienst der United States Navy

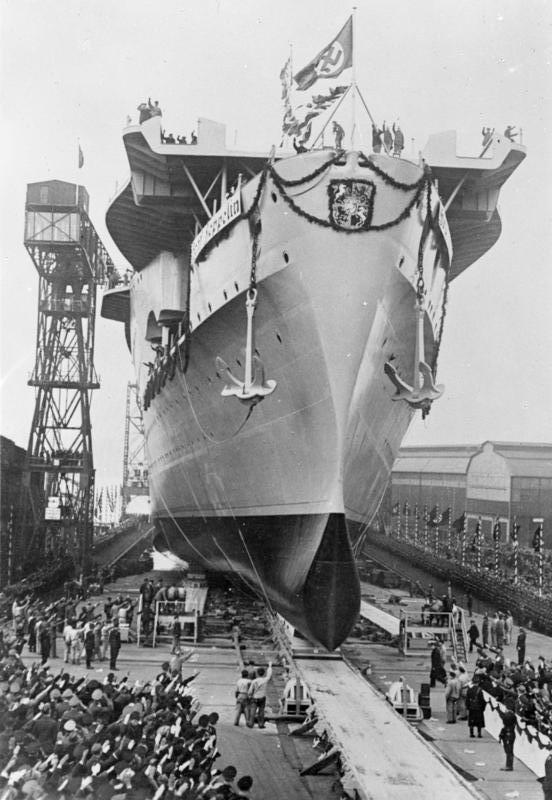
Stapellauf der Graf Zeppelin am 8. Dezember 1938 in Kiel

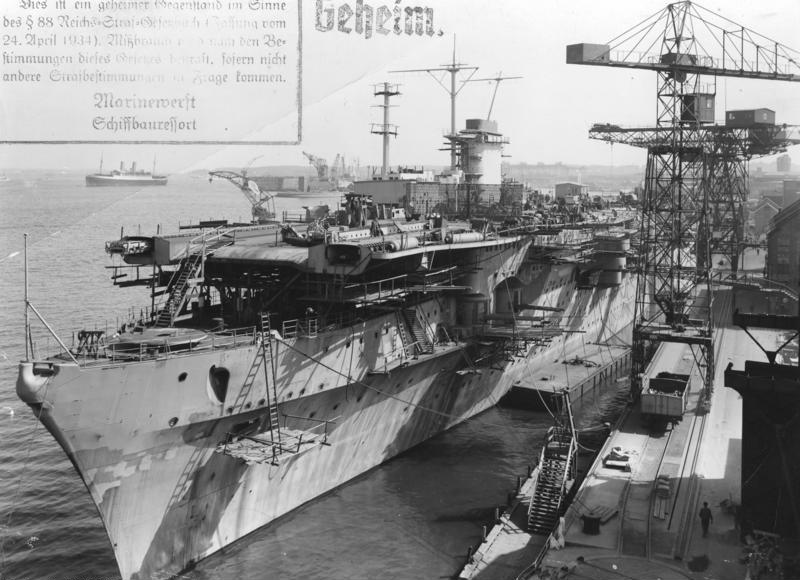
Die Graf Zeppelin am Ausrüstungskai am 21. Juni 1940

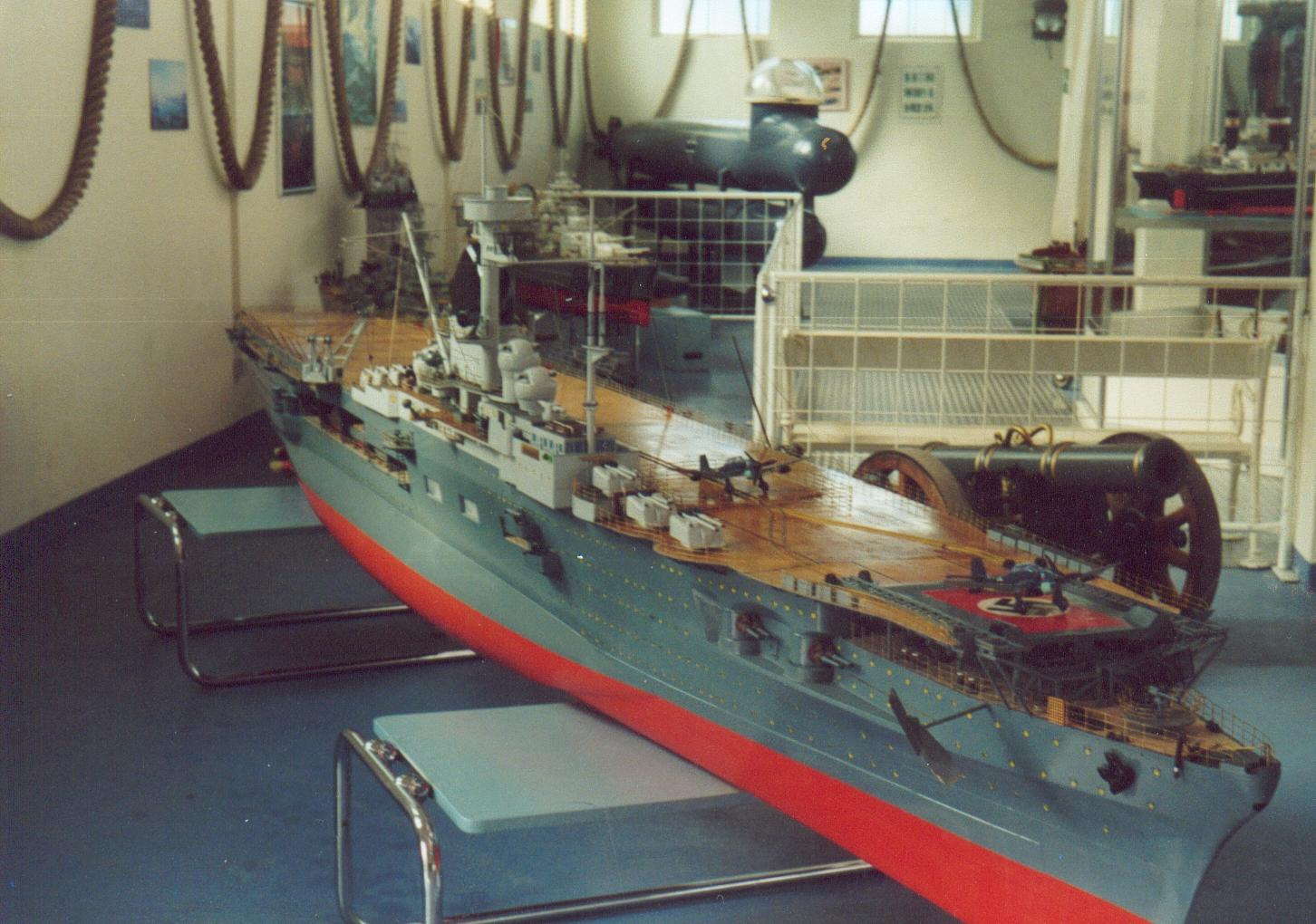
Modell der Graf Zeppelin im Technischen Museum Speyer

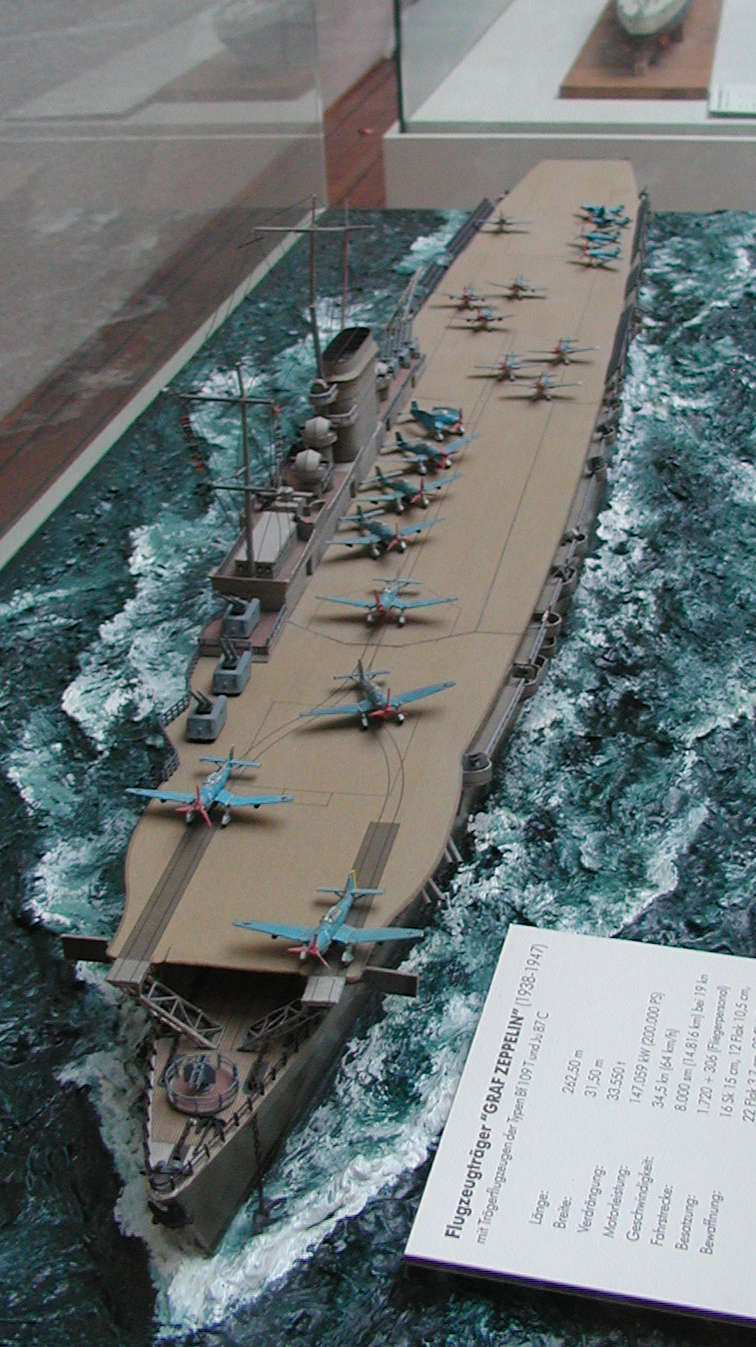
Modell der Graf Zeppelin im Aeronauticum Cuxhaven

## Geschichte
Am 15. November 1932 wurde von der Reichsregierung Papen im Aufbauprogramm für die Reichsmarine auch ein Flugzeugträger vorgesehen. Die Marine wollte 1934 bereits drei Flugzeugträger in ihrer Flotte haben. In den 1920er- und 1930er-Jahren sah man Frankreich als Hauptgegner zur See an und Flugzeugträger sollten in einem Krieg die deutschen Kriegsschiffe im Atlantik im Handelskrieg gegen Frankreich unterstützen. Durch das deutsch-britische Flottenabkommen von 1935 war Deutschland im Bereich Kriegsschiffe nicht mehr an den Friedensvertrag von Versailles gebunden und der Weg war frei für den Bau von Flugzeugträgern. England erlaubte in diesem Vertrag Deutschland jeweils 35 % von jeder Kriegsschiffskategorie der britischen Flotte zu bauen. Damit waren zwei Flugzeugträger der Größe der Graf-Zeppelin-Klasse möglich.
Als 1939 der Z-Plan in Kraft trat, verzichtete man auf weitere große Träger der Graf-Zeppelin-Klasse mit ihren 23.000 Tonnen Standardverdrängung über die beiden im Bau befindlichen hinaus und wollte nur noch einen kleineren Typ von 12.000 Tonnen bauen. Zugrunde lag dabei die Überlegung, dass der Verlust von einem von wenigen großen Trägern viel schwerwiegender ist, als der Verlust von einem von mehreren kleinen Trägern.

## Entwurf
Da Deutschland durch den Versailler Vertrag der Bau von Flugzeugträgern unmöglich gewesen war, fehlte auch jede Erfahrung im Trägerbau, als im April 1934 eine Arbeitsgruppe unter dem Diplomingenieur Wilhelm Hadeler mit den Entwurfsarbeiten begann. Der Entwurf richtete sich zunächst nach dem Muster der britischen Träger der Courageous-Klasse. Zusätzlich suchte man den Erfahrungsaustausch mit Japan. Dazu reiste 1935 eine deutsche Studienkommission unter der Leitung von Ernst-August Roth nach Japan. Schließlich entstand ein von ausländischen Einflüssen weitgehend unabhängiger Trägerentwurf.
Eine Besonderheit der Graf-Zeppelin-Klasse waren die leistungsfähigen Flugzeugkatapulte. Andere Trägermächte hatten entweder keine Katapulte auf ihren Trägern (Japan) oder nur solche mit geringer Leistung (Großbritannien, Vereinigte Staaten). Der Start vom Flugdeck erfolgte dort hauptsächlich ohne zusätzliche Unterstützung. Die deutsche Marine wollte ihre Trägerflugzeuge aber hauptsächlich über Katapulte starten.
Die Graf Zeppelin war der letzte Flugzeugträger, der mit einer umfangreichen Schiffsartillerie konzipiert worden war. Der Raumbedarf für Geschütze, Munition, Munitionsaufzüge, Artillerieleitstände und Bedienungsmannschaften ging größtenteils auf Kosten des Raumes für die Flugzeuge. Andere Marinen gingen im Laufe des Zweiten Weltkrieges dazu über, ihre schwach bewaffneten Flugzeugträger mit einer hohen Zahl an Begleitschiffen zu schützen. Diese Strategie war auf deutscher Seite nicht umsetzbar, da es an geeigneten ozeanischen Begleitfahrzeugen mangelte. Dennoch war beim Weiterbau des Trägers 1942 die Artillerie für die Graf Zeppelin nicht mehr vorgesehen. Sie war bereits 1940 aus dem Schiff wieder ausgebaut worden, aber nicht weil man auf die schwere Geschützbewaffnung für die Flugzeugträger zu der Zeit verzichtet hätte, sondern weil man die Geschütze anderweitig benötigte.

## Antrieb
Der Antrieb sollte aus vier BBC-Hochdruck-Heißdampfgetriebeturbinen bestehen, für die der Dampf in 16 Kesseln erzeugt werden sollte. Mit 200.000 PS Leistung war die Antriebsanlage sehr stark ausgelegt, um höchste Geschwindigkeit und Dauergeschwindigkeit zu erreichen. Die zu der Zeit auf deutschen Großkampfschiffen üblichen und auch für die Graf-Zeppelin-Klasse hergestellten Hochdruck-Heißdampfantriebsanlagen hatten einen höheren Treibstoffbedarf als erwartet, weshalb 1942/43 bei der Graf Zeppelin die Bunkerkapazität vergrößert wurde.
Eine Turbine, die für den Flugzeugträger B vorgesehen war, ist heute als Schnittmodell in der Maschinenhalle der Fachhochschule Kiel zu sehen, die sich auf dem Gelände der Bauwerft des Trägers befindet, der ehemaligen Germaniawerft.

## Bewaffnung

### Artillerie
Die Schiffe der Graf-Zeppelin-Klasse waren die letzten Flugzeugträger weltweit, für die Seezielartillerie vorgesehen war. Die 16 15-cm-Geschütze, die jedes Schiff tragen sollte, waren zur Abwehr feindlicher Kreuzer und Zerstörer  gedacht. Bei den anderen Seemächten hatte sich die Taktik durchgesetzt, Flugzeugträger außerhalb der Reichweite feindlicher Artillerie zu halten und eigene Begleitschiffe wie Zerstörer und Kreuzer zum Schutz der Träger abzustellen – die es mit den benötigten Spezifikationen (hoher Fahrbereich und hohe Dauergeschwindigkeit) wiederum im Deutschen Reich nicht gab.
Die Flugabwehrbewaffnung war mit ihren 10,5-, 3,7- und 2-cm-Geschützen nach den internationalen Standards Mitte der 1930er-Jahre recht großzügig bemessen, wurde aber schon Ende der 1930er-Jahre verstärkt. Bei Graf Zeppelin wurde 1942 die Anzahl der vorgesehenen leichten Flak noch einmal erhöht, war aber selbst dann noch – gemessen an den Erfahrungen mit Flugzeugträgern im Kampf sowohl im Mittelmeer als auch im Pazifik – zu gering.

### Flugzeuge
Die Flugzeugausstattung entsprach mit drei Typen – Torpedobombern/Aufklärern, Sturzkampfbombern und Jägern – dem damals anerkannten Schema. Viel zu gering war die Zahl der Jäger an Bord. Um mehr Bomber auf den Flugzeugträgern unterzubringen, verzichtete man auf eine ausreichende Anzahl Jagdflugzeuge.
An Flugzeugen waren vorgesehen:
- 1939:
  - 20 Fieseler Fi 167 als Torpedobomber und Aufklärer
  - 13 Junkers Ju 87 C als Sturzkampfbomber
  - 10 Messerschmitt Bf 109 T als Jagdflugzeuge
- 1942:
  - 28 Junkers Ju 87 E als Sturzkampfbomber, Torpedobomber und Aufklärer
  - 15 Blohm & Voss BV 155 A als Jagdflugzeuge

Die Zahl der Flugzeuge an Bord der Graf Zeppelin-Klasse war vergleichsweise gering. Vergleichbare amerikanische und japanische Träger wie zum Beispiel die japanische Zuikaku und die US-amerikanische Enterprise trugen doppelt so viele Maschinen. Die Ursache dafür ist aber vor allem in der Tatsache zu sehen, dass die für die Graf Zeppelin vorgesehenen Flugzeuge keine Faltflügel besaßen. Zudem war aufgrund des vorgesehenen Einsatzgebietes in der Nordsee und im Nordatlantiks wegen der oft stürmischen Wetterlage die Lagerung der Flugzeuge in Hangarhallen zwingend notwendig. Die Hangarfläche der Graf Zeppelin war mit 5623 m² deutlich größer als der Hangar der Yorktown-Klasse mit 4200 m². Die Ark Royal, ein britischer Flugzeugträger, der für ein ähnliches Einsatzgebiet entworfen worden war, besaß bei einer annähernd identischen Hangarfläche eine Kapazität von etwa 60 Flugzeugen.

## Folgeprojekte
Trotz fehlender Fertigstellung eines Flugzeugträgers verfolgte die Kriegsmarine noch bis weit in den Krieg hinein Pläne für weitere Flugzeugträger. Zunächst umfasste diese die Flugzeugträger C und D, die nach dem Finanzplan 1938 im Jahr 1941 auf Kiel gelegt werden sollten und mit leichten Verbesserungen dem Entwurf der Graf Zeppelin folgen sollten
Später wurden auch Skizzen für komplett neue Flugzeugträgerklassen angefertigt, wie z. B. ein kleiner Flugzeugträger von nur etwa 18.000 Tonnen speziell für den Handelskrieg. Diese waren jedoch von einer Durchkonstruktion – geschweige denn einer Kiellegung – weit entfernt.